# George Bernard Flahiff
George Bernard Kardinal Flahiff, CC, CSB (* 26. Oktober 1905 in Paris, Ontario; † 22. August 1989 in Toronto) war ein kanadischer Geistlicher, Erzbischof von Winnipeg und Kardinal der Römischen Kirche.

## Leben
George Bernard Flahiff erhielt seine theologische und philosophische Ausbildung in Toronto, Straßburg und Paris. Er trat 1927 in die Kongregation der Basiliuspriester ein und empfing am 17. August 1930 durch den Erzbischof von Toronto, Neil McNeil, das Sakrament der Priesterweihe. Nach weiterführenden Studien und Tätigkeiten in der Seelsorge arbeitete er von 1935 bis 1954 als Dozent und Wissenschaftler am Päpstlichen Institut für Mittelalterliche Studien in Toronto, dessen verantwortlicher Sekretär er in den Jahren 1940 bis 1954 war. 1947 veröffentlichte er einen heute noch zitierten Aufsatz über die Kreuzzugskritik von Radulfus Niger. Hanna Krause schrieb in ihrer Dissertation: „Er hat es als erster unternommen, das wissenschaftliche Interesse für Niger und seine Schriften zu wecken und zu weiterer Forschungsarbeit ermuntert, die er selbst aufgrund seiner Erhebung zum Bischof von Winnipeg/Canada … nicht mehr leisten konnte.“
1948 wurde er Mitglied des Generalkapitels seines Ordens, von 1954 bis 1960 versah er das Amt des Generaloberen der Kongregation.
Am 10. März 1961 ernannte ihn Papst Johannes XXIII. zum Erzbischof von Winnipeg. Die Bischofsweihe empfing George Bernard Flahiff am 31. Mai desselben Jahres durch James Charles Kardinal McGuigan, den Erzbischof von Toronto; Mitkonsekratoren waren der Koadjutorerzbischof von Toronto, Philip Francis Pocock, und der Erzbischof von Regina, Michael Cornelius O’Neill.

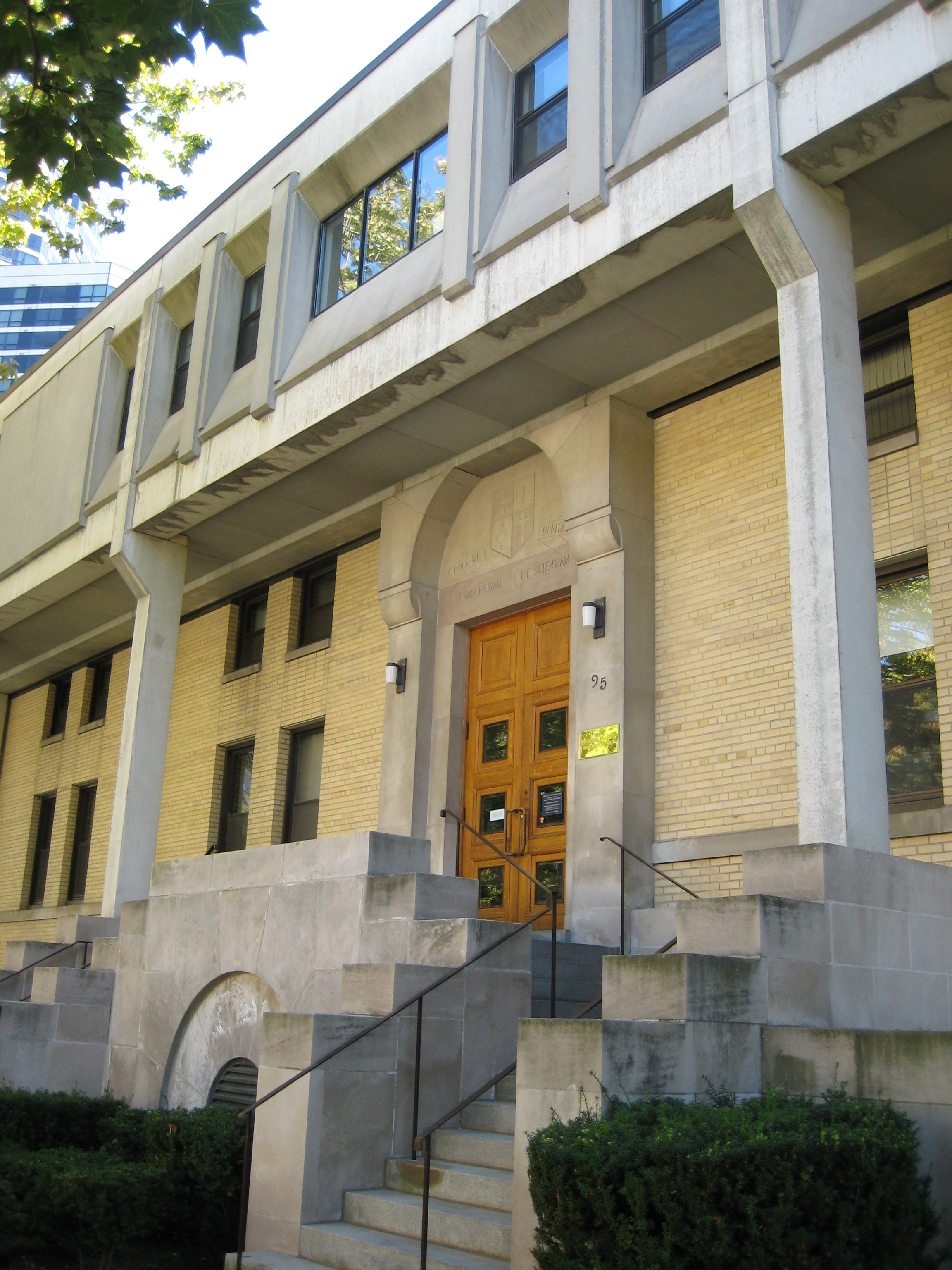
Kardinal-Flahiff-Haus in Toronto

In den Jahren 1962 bis 1965 nahm er an allen vier Sitzungsperioden des Zweiten Vatikanischen Konzils teil. Papst Paul VI. nahm ihn am 28. April 1969 als Kardinalpriester mit der Titelkirche Santa Maria della Salute a Primavalle in das Kardinalskollegium auf. George Bernard Flahiff nahm an beiden Konklaven des Jahres 1978 teil.
Er starb am 22. August 1989 in Toronto und wurde in der Priestergruft des Marienfriedhofs von Winnipeg bestattet.

## Auszeichnung
1974 wurde Erzbischof George Bernard Flahiff mit dem höchsten Orden Kanadas für Zivilpersonen geehrt und als „Companion“ in den Order of Canada aufgenommen. Dieser kanadische Orden wird nur für größte Verdienste um Kanada und die Menschheit auf nationaler oder internationaler Ebene verliehen.

## Veröffentlichungen
- “Deus non vult”. A Critic of the Third Crusade. In: Medieval Studies 9 (1947), S. 162–188.